# Caractères semi-graphiques

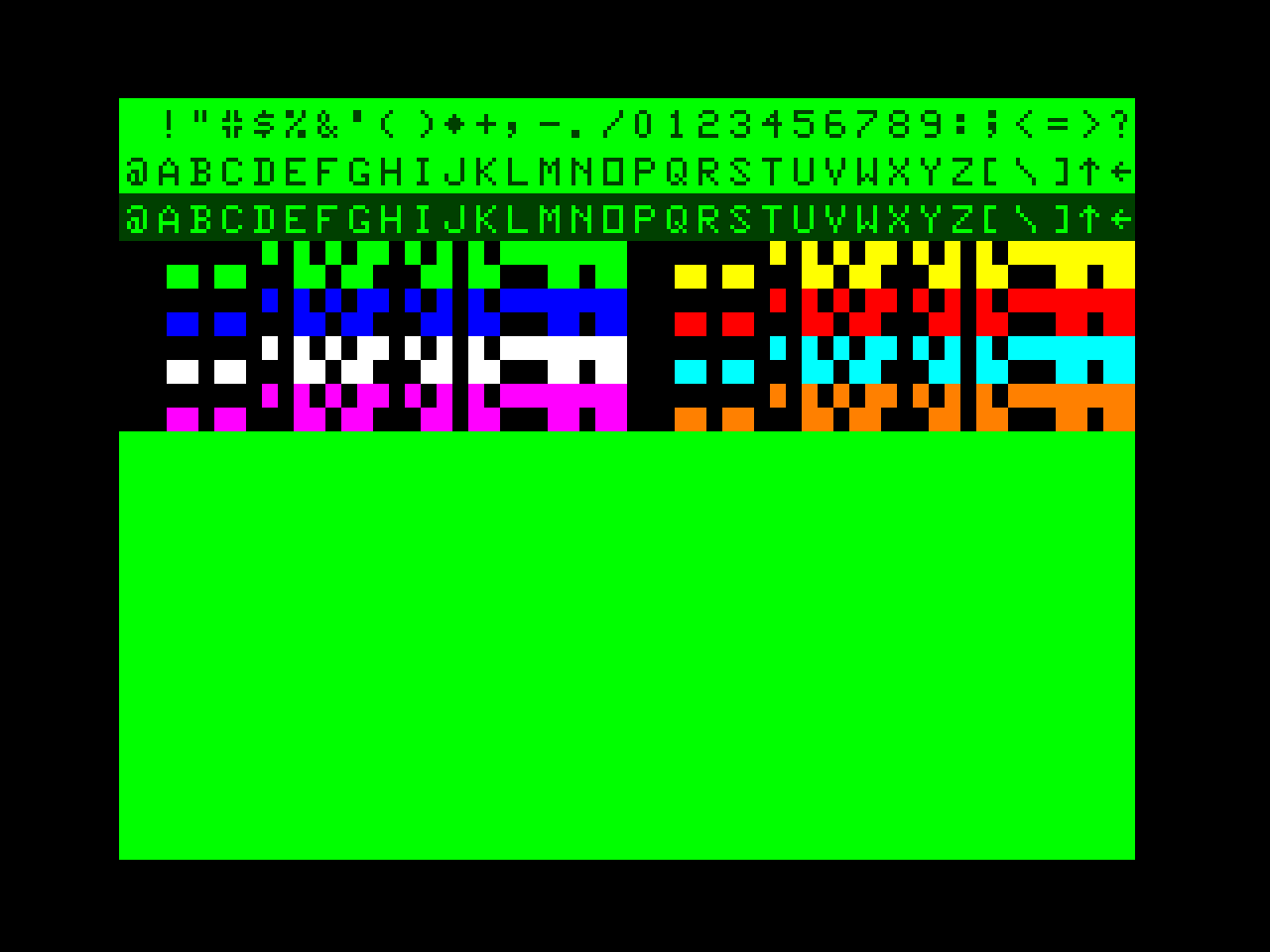
Exemple d'utilisation de caractères semi-graphiques sur le TRS-80 et sur le Dragon 32/64

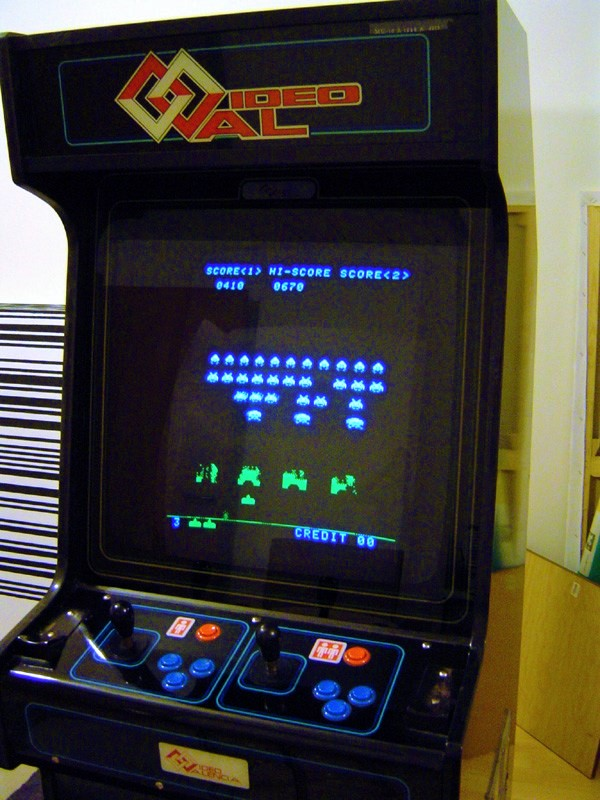
Les jeux d'arcade de la fin des années 1970 fonctionnaient en mode semi-graphique.

Les caractères semi-graphiques sont utilisés en mode texte (ou similes[Quoi ?]) pour donner l'illusion d'un graphisme. Ce sont des caractères non alphabétiques ; une partie d'entre eux réalisent la colorisation d'un groupe contigus de pixels sur un bloc-caractère : la moitié inférieure ou supérieure, le quart inférieur-droit, le quart supérieur-gauche, etc. Ainsi, sans aller jusqu'à l'adressage de chaque pixel d'écran, il est possible, en exploitant la carte de caractères étendue (très généralement selon la codification ASCII), de réaliser des dessins reconnaissables sur un écran basse-résolution (par ex. 16 lignes par 80 colonnes, typique du début des années 1980) et de dépasser en précision l'art ASCII. Sur un écran de résolution 1280×800 ou davantage, le codage en caractères semi-graphiques (voir la bibliothèque logicielle Curses) donne des programmes graphiques rapides et très compacts en taille de code.
Le jeu vidéo Castle Wolfenstein, les tableurs VisiCalc et Lotus 1-2-3 étaient dotés d'une interface semi-graphique. Cette méthode a été particulièrement utilisée par le Minitel, les serveurs BBS (Bulletin board system), ainsi que les ordinateurs qui ne disposaient que du mode texte avant l'arrivée des interfaces graphiques durant les années 1980.  Elle était encore utilisée au démarrage par le BIOS de la plupart des ordinateurs jusqu'en 2012.
L'esthétique propre aux interfaces semi-graphiques a donné naissance à la vogue du pixel art.

## Annexe